# Robert L. Stevens

Robert L. Stevens.

Robert Livingston Stevens, född 18 oktober 1787 i Hoboken, New Jersey, död där 20 april 1856, var en amerikansk uppfinnare. Han var son till John Stevens.
Stevens uppges ha varit den förste, som byggde ett fartyg med konkav vattenlinje (1818). Han gjorde sedan ett flertal uppfinningar inom ångmaskinsområdet, införde användning av antracit och av forcerat drag för sjöångpannor samt igångsatte (omkring 1816) färjetrafik mellan New York och New Jersey med av balansångmaskiner drivna färjor. Han konstruerade även en bredfotad typ för järnvägsskenor, en föregångare till Charles Blacker Vignoles modell, som brukades för Camden-Amboybanan (för vilken Stevens var styrelsechef), samt en bomb för amerikanska marinen.